# Mahdi al-Maszat
Mahdi al-Maszat (arab. مهدي المشاط; ur. w 1979 lub na początku lat 80. XX wieku) – jemeński polityk, od 25 kwietnia 2018 przewodniczący Najwyższej Rady Politycznej (faktyczny przywódca secesjonistycznych władz rebeliantów Huti).

## Życiorys
Pochodzi z odludnego Ould Nouar w dystrykcie Ḥaydan, muhafazie Sada (rejonu, skąd pochodzi wielu jemeński separatystów). Od dzieciństwa powiązany jest z jednym z liderów rebelii Hutich (i zarazem aktywnych od 2004 rozruchów zajdytów w północno-zachodniej części kraju), Abdul-Malikiem Badreddinem al-Husim (nie jest natomiast jego krewnym). Od 2014 był dyrektorem jego biura, rzecznikiem i przedstawicielem, m.in. w rozmowach pokojowych z Organizacją Narodów Zjednoczonych. Zaangażował się w działania rebelii Hutich. W listopadzie 2013 współuczestniczył w napadzie na miasto Dammaj w muhafazie Sada. Od maja 2016 należał do Najwyższej Rady Politycznej, uważany był za przedstawiciela twardej, militarnej opcji. Uczestniczył m.in. w rozmowach z władzami Chin we wrześniu 2016.
Po tym, jak 19 kwietnia 2018 w nalocie bombowym zginął dotychczasowy szef Najwyższej Rady Politycznej Saleh Ali al-Sammad, al-Maszat objął to stanowisko.